# كاي ستيفنز
كاي ستيفنز (بالإنجليزية: Kaye Stevens)‏ هي مغنية وممثلة أمريكية، ولدت في 21 يوليو 1932 في بيتسبرغ في الولايات المتحدة، وتوفيت في 28 ديسمبر 2011 في The Villages, Florida ‏ في الولايات المتحدة بسبب سرطان الثدي.

## وصلات خارجية
- كاي ستيفنز على موقع IMDb (الإنجليزية)
- كاي ستيفنز على موقع ميوزك برينز (الإنجليزية)
- كاي ستيفنز على موقع إن إن دي بي (الإنجليزية)
- كاي ستيفنز على موقع ديسكوغز (الإنجليزية)
- كاي ستيفنز على موقع قاعدة بيانات الفيلم (الإنجليزية)